# Hellboy: Wake the Devil
Hellboy: Wake the Devil é uma revista em quadrinhos norte-americana criada por Mike Mignola e publicada pela editora Dark Horse Comics. O principal personagem é o super-herói Hellboy, em sua segunda edição. A revista conquistou o prêmio Eisner Award, de "Melhor Escritor" (Mike Mignola).
Vários elementos da trama foram usados mais tarde no filme de animação Hellboy: Blood and Iron.[carece de fontes?]